# Petr Kment
Petr Kment (ur. 20 sierpnia 1942 w Pradze, zm. 22 sierpnia 2013 tamże) – czechosłowacki zapaśnik walczący w stylu klasycznym. Trzykrotny olimpijczyk. Brązowy medalista z Meksyku 1968; czwarty w Tokio 1964 i siódmy w Monachium 1972. Startował w kategorii open.
Zdobył pięć medali na mistrzostwach świata. Srebrny medalista w 1973. Trzy razy na podium mistrzostw Europy, złoty medal w 1968. Siedmiokrotny mistrz kraju, w latach 1962, 1965, 1968, 1970, 1971, 1973 i 1974.
- Turniej w Tokio 1964 + 97 kg

Pokonał Turka Hamita Kaplana, Boba Pickensa z USA, a przegrał z Anatolijem Roszczinem z ZSRR i Istvánem Kozmą z Węgier.
- Turniej w Meksyku 1968 +97 kg

Pokonał Libańczyka Hasan Biszare, Turka Bekira Aksu, Constantina Bușoiu z Rumunii i Ragnara Svenssona ze Szwecji. W ostatniej walce doznał kontuzji i wycofał się z walk finałowych.
- Turniej w Monachium 1972 + 100 kg

Pokonał Raimo Karlssona ze Szwecji, a przegrał Anatolijem Roszczinem z ZSRR i Chrisem Taylorem z USA.
Po zakończeniu kariery w 1974 roku był trenerem – trenował m.in. reprezentację Czechosłowacji juniorów. Był też prezesem czechosłowackiego związku zapaśniczego oraz członkiem zarządu czeskiego komitetu olimpijskiego.